# محمد جمال‌الدین
محمد جمال‌الدین (انگلیسی: Mohamed Gamal-el-Din؛ زادهٔ ۱۳ آوریل ۱۹۷۲) بازیکن واترپلو اهل مصر بود.